# Channing H. Cox
Channing Harris Cox, född 28 oktober 1879 i Manchester, New Hampshire, död 20 augusti 1968 i Barnstable County, Massachusetts, var en amerikansk republikansk politiker. Han var viceguvernör i delstaten Massachusetts 1919–1921 och därefter guvernör 1921–1925.
Cox utexaminerades 1901 från Dartmouth College och avlade 1904 juristexamen vid Harvard Law School. Han var ledamot av Massachusetts representanthus 1911–1919.
Cox efterträdde 1919 Calvin Coolidge som viceguvernör och efterträddes 1921 av Alvan T. Fuller. Därefter efterträdde han Coolidge som guvernör och efterträddes 1925 av Fuller. Arbetarskydd och utbildningsfrågor var Channings profilfrågor som guvernör. Efter fyra år som guvernör lämnade han politiken, praktiserade sedan som advokat och arbetade för banker och industriföretag.
Cox avled 1968 och gravsattes på Forest Hills Cemetery i Boston.